# Ken Darby
Ken Darby est un compositeur et acteur américain né le 13 mai 1909 à Hebron, Nebraska (États-Unis) et mort le 24 janvier 1992 à Sherman Oaks (États-Unis). Il est notamment l'auteur du célèbre Love Me Tender d'Elvis Presley. Il a été nommé six fois pour l'Oscar de la meilleure musique de film.

## Filmographie

### comme compositeur
- 1943 : The Kansan : Singer, King's Men Quartet
- 1946 : Casey at the Bat
- 1950 : Le Brave Mécanicien (The Brave Engineer) de Jack Kinney
- 1951 : Folies de Broadway (Meet Me After the Show) de Richard Sale
- 1954 : Petit Toot (Little Toot) de Clyde Geronimi
- 1956 : The Adventures of Jim Bowie (série télévisée)
- 1957 : The Californians (série télévisée)
- 1964 : Daniel Boone ("Daniel Boone") (série télévisée)
- 1968 : The Night Before Christmas (TV)

### comme acteur
- 1939 : Honolulu : Groucho 1
- 1939 : The Renegade Trail : Rider (member, The King's Men)
- 1939 : Le Magicien d'Oz (The Wizard of Oz) de Victor Fleming : Munchkinland Mayor (voix)
- 1939 : Law of the Pampas : Singer, The King's Men
- 1940 : The Showdown (en) d'Howard Bretherton : Rider (member, The King's Men)
- 1940 : Stagecoach War : Rider (member, The King's Men)
- 1940 : Knights of the Range : Singing cowhand
- 1941 : The Roundup : Musician / Cowhand
- 1941 : La Femme aux deux visages (Two-Faced Woman) : Member of nightclub trio